# Corps électoral
Le corps électoral ou électorat est constitué de l'ensemble des électeurs pouvant participer à une élection (locale, nationale, professionnelle, etc.) donc disposant du droit de vote pour cette élection. Selon les pays, ces électeurs sont inscrits sur les listes électorales, soit par une démarche volontaire, soit automatiquement s'ils répondent aux critères du droit de vote. Dans certains pays, une carte d'électeur est remise lors de l'inscription sur la liste électorale.
Selon le juriste Georges Burdeau, « Le corps électoral est l'agent d'exercice par excellence de la souveraineté nationale ».

## Belgique
Le vote est obligatoire pour tous les citoyens belges de plus de 18 ans.

## France
Pendant longtemps, le corps électoral n’est pas constitué de l’ensemble des citoyens. Ce qui rend ceci possible, c’est la fiction juridique que la nation est distincte des citoyens qui la composent. Les contributions individuelles à la richesse collective fondaient l’aptitude à dégager l’intérêt général des intérêts particuliers. Peu à peu le corps électoral s’élargit :
- 1848 : suffrage universel masculin
- 1944 : droit de vote aux femmes
- 1945 : droit de vote aux militaires de carrière uniquement
- 1956 : Les deux collèges électoraux, de droit local et de droit commun, sont fusionnés
- 1972 : droit de vote à tous les militaires[2]
- 1974 : majorité électorale à 18 ans
- La citoyenneté européenne en 1992 permet le vote des ressortissants de l’Union Européenne aux élections locales et européennes.

Pour voter, il faut donc être citoyen français (sauf pour les élections européennes depuis 1999 et municipales depuis 2001) de plus de 18 ans et jouir de ses droits civils et politiques. Sont donc exclues du corps électoral les personnes mises sous tutelle pour altération graves et habituelles de leurs facultés mentales. De plus certaines condamnations donnent lieu à une privation définitive ou temporaire de 5 ans du droit de vote : crime, vol escroquerie, abus de confiance, faux témoignage, corruption, trafic d’influence, faux en écriture (si peine supérieure à un mois de prison ferme), pour tout autre délit si peine supérieure à trois mois ferme, faillite personnelle.
Pendant longtemps, pour pouvoir voter il fallait effectuer une démarche volontaire d’inscription sur les listes électorales de sa commune de résidence. Mais depuis 1997, la loi autorise l’inscription d’office sur la liste électorale de la commune du domicile des personnes qui remplissent les conditions d’âge requises. Cela concerne les jeunes dans l’année suivant leur majorité électorale. Pour être inscrit à sa demande, l’électeur doit justifier soit de la domiciliation dans la commune, soit d’une résidence continue dans la commune depuis 6 mois, soit de la qualité de contribuable dans la commune. On ne peut être inscrit que sur une seule liste électorale selon le principe d’une personne égale une voix.
Le terme de corps électoral recouvre deux univers distincts :
- l’électorat potentiel, c'est-à-dire l’ensemble des personnes remplissant les conditions pour figurer sur les listes électorales ;
- l’électorat inscrit qui comprend les personnes figurant sur les listes électorales. Selon plusieurs études de l'Insee, en y ajoutant les personnes qui ignorent qu'elles sont inscrites sur les listes électorales, environ 4,9 millions de Français ne sont pas inscrits ou croient ne pas l'être (données 2004)[5], chiffre qui varie entre 10 % et 13,3 % du corps électoral sur les neuf dernières années. En France, le corps électoral comprend 44,5 millions d'électeurs[6] pour 62 millions de Français en 2006 ; il y aurait 45 millions d'électeurs potentiels, c'est-à-dire les Français majeurs non privés du droit de vote[7].

En fait, le déficit d’inscription touche le territoire français de manière différenciée. Les régions où il existe un fort décalage entre électorat potentiel et électorat inscrit sont toutes situées dans l'Est et le Sud-Est de la France (Alsace, Corse, Provence-Alpes-Côte d’Azur et Rhône-Alpes). À l’inverse, certaines régions de l’Ouest se distinguent par leur faible nombre d’électeurs potentiels non-inscrits (Bretagne, Basse-Normandie, Midi-Pyrénées). Le déficit d’inscription est aussi causé par une situation ou un sentiment de moindre insertion économique et sociale. En 1995, 21 % des chômeurs, 9 % des étudiants, 11 % des actifs à temps partiel se déclaraient non-inscrits. À l’opposé, 6 % des actifs à temps complet se disaient non-inscrits sur les listes électorales. De même, 3 % des catholiques pratiquants se déclarent non-inscrits alors que 15 % des non-croyants sont dans la même situation. Enfin, le pourcentage de non-inscrits est plus important en milieu urbain où les liens sociaux sont plus relâchés qu’en milieu rural. On peut en conclure que les facteurs prédisposant au recul des normes civiques ont tendance à se développer en France. Il y a donc un risque d’écart des plus en plus important entre corps social et corps civique.
Jusqu’en 1997, le taux d’inscription variait considérablement avec l’âge. En 1995, 63 % des jeunes de moins de 20 se déclaraient électeurs, 82 % parmi le 20-30 ans, 90 % à partir de 35 ans, 98 % à partir de 50 ans.
En 2018 au 1er mars, 45,5 millions de Français sont inscrits sur les listes électorales en France, soit près de 88 % de la population en âge de voter. Au cours de l’année 2017, le nombre d’électeurs inscrits sur les listes électorales françaises a diminué d’environ 300 000 personnes.
Au 14 février 2020, 46 026 311 Français sont inscrits sur les listes communales principales, 1 308 642 Français sont inscrits sur les listes consulaires, et 329 942 ressortissants de l'Union européenne sont inscrits sur les listes communales complémentaires. (Source : INSEE).

## Saint-Siège
Le corps électoral de l'État de la Cité du Vatican est le Collège des cardinaux, qui est composé de cardinaux nommés pour élire le pape. Il faut avoir 45 % des voix.

## Suisse
En Suisse, le corps électoral au niveau fédéral est constitué des citoyens de plus de 18 ans qui possèdent la nationalité suisse et qui sont capables de discernement. En 2011, il était composé de 5 092 212 personnes.
Au niveau cantonal ou communal, il faut se pencher sur la Constitution du canton. Elle peut prévoir, par exemple, l'élargissement du corps électoral aux résidents étrangers (sous certaines conditions) ou l'abaissement de l'âge minimal (16 ans à Glaris). En revanche, les conditions du corps électoral ne doivent pas être plus restrictive que la Constitution fédérale.